# Anton Hügli
Anton Hügli (* 19. November 1939 in Solothurn) ist ein Schweizer Philosoph.

## Leben
Hügli besuchte die Kantonsschule Solothurn, die er 1960 mit dem Primarlehrerpatent abschloss. Nach einer Tätigkeit als Primarlehrer studierte er ab 1962 Philosophie und die Nebenfächer Psychologie, Germanistik/Nordistik und Mathematik an den Universitäten Basel und Kopenhagen. Als Assistent am Philosophischen Seminar der Universität Basel (1968–1973) wurde er 1970 promoviert. Von 1973 bis 1976 absolvierte Hügli einen Forschungs- und Studienaufenthalt an der Universität Oxford. Von 1977 bis 1981 war er als Lehrbeauftragter an der Universität Münster tätig; gleichzeitig leitete er die Zentralredaktion des Historischen Wörterbuchs der Philosophie. 1981 wurde Hügli an der Universität Bielefeld für das Fach Philosophie habilitiert. Von 1981 bis 2001 war er Direktor des Pädagogischen Instituts Basel-Stadt. 1993 berief ihn die Universität Basel zum ausserordentlichen Professor für Philosophie der Erziehung, und von 2001 bis zur Emeritierung 2005 war er dort Professor für Philosophie und Pädagogik und Vorsteher der Abteilung Pädagogik.

## Schriften (Auswahl)
Als Autor:
- Die Erkenntnis der Subjektivität und die Objektivität des Erkennens bei Søren Kierkegaard. Theologischer Verlag, Zürich 1973 (Dissertation).
- Philosophie und Pädagogik. Wissenschaftliche Buchgesellschaft, Darmstadt 1999.

Als Herausgeber:
- mit Poul Lübcke: Philosophielexikon. Personen und Begriffe der abendländischen Philosophie von der Antike bis zur Gegenwart. Rowohlt, Reinbek bei Hamburg 1991; erweiterte und vollständig revidierte Ausgabe 2013.
- mit Poul Lübcke: Philosophie im 20. Jahrhundert. 2 Bände. Rowohlt, Reinbek bei Hamburg 1992/1993.